# Pfarrkirche Aurach bei Kitzbühel

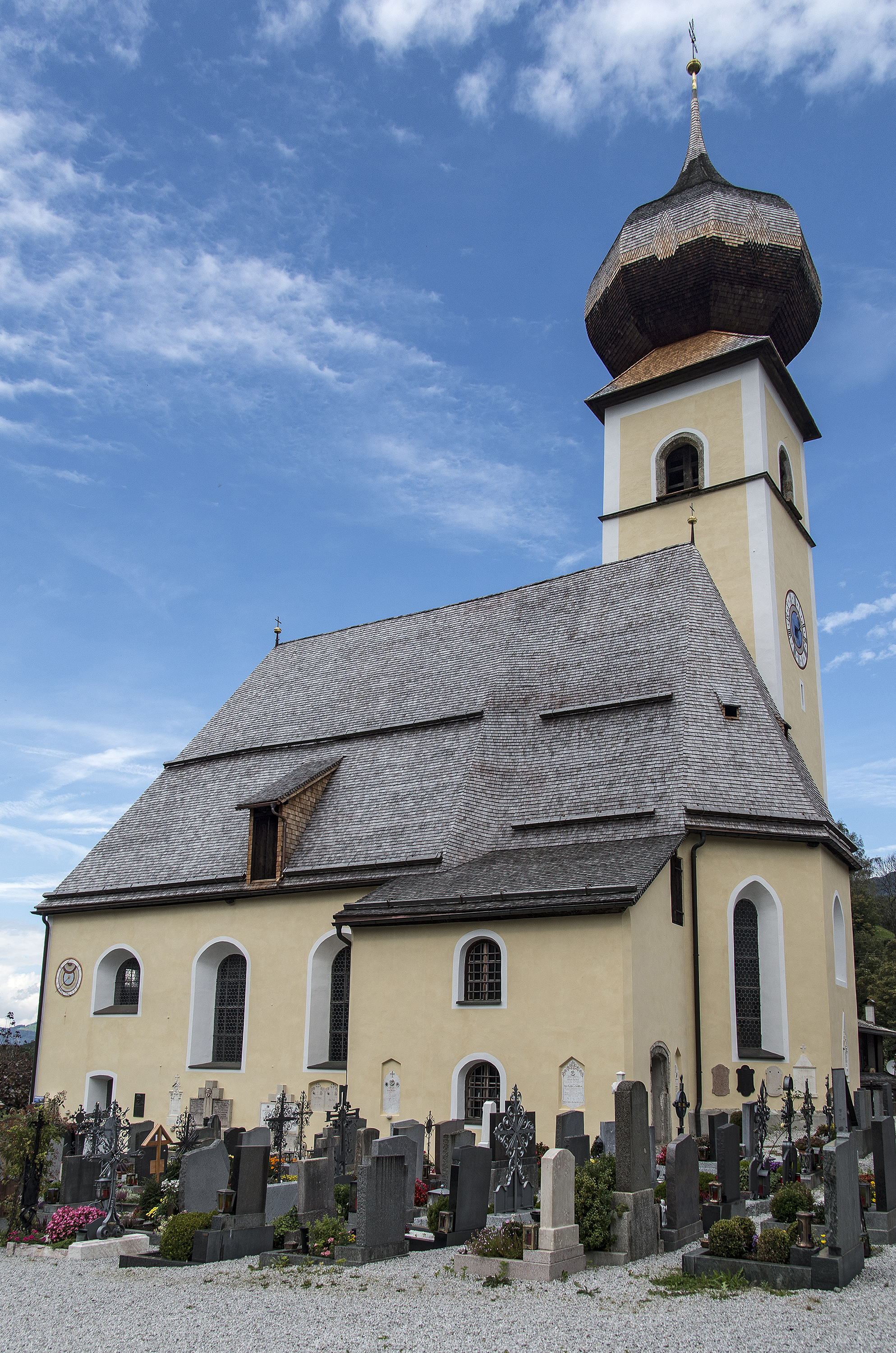
Kath. Pfarrkirche hl. Rupert in Aurach bei Kitzbühel

Die römisch-katholische Pfarrkirche Aurach bei Kitzbühel steht am Hang im Ort Oberaurach in der österreichischen Gemeinde Aurach bei Kitzbühel in Tirol. Die dem heiligen Rupert geweihte Kirche gehört zum Dekanat St. Johann in Tirol der Erzdiözese Salzburg. Die Kirche und der Friedhof stehen unter Denkmalschutz.

## Geschichte
Urkundlich wurde die Kirche im Jahre 1324 erwähnt. Der heutige Kirchenbau wurde im Jahre 1427 geweiht. Die Kirche wurde im Jahre 1830 renoviert und 1891 zur Pfarrkirche erhoben.

## Architektur
Der gotische und barockisierte Kirchenbau besitzt einen Nordturm.

## Ausstattung
Der barocke Hochaltar wurde um 1830 verändert und hat eine Mensa und seitlich Opfergangsportale in einer Marmorinkrustation. Der Altar mit einem hölzernen Tabernakelaufbau und einer zurückgesetzten Rahmenadikula mit gesprengten Giebel zeigt das Altarblatt Glorie des hl. Rupert (um 1770) und trägt klassizistische Statuen Peter und Paul und adorierende Engel.
Ein Leinwandbild, Kruzifix und die Stationsbilder schuf der Maler Simon Benedikt Faistenberger (um 1750).
Das Orgelgehäuse entstand um 1822 von Bartlmä Unterberger, das Orgelwerk wurde von Reinisch-Pirchner umgebaut (1964).